# Luyi (köpinghuvudort i Kina, Henan Sheng, lat 33,10, long 112,05)
Luyi är en köpinghuvudort i Kina. Den ligger i provinsen Henan, i den centrala delen av landet, omkring 240 kilometer sydväst om provinshuvudstaden Zhengzhou. Antalet invånare är 26 176. Befolkningen består av 12 743 kvinnor och 13 433 män. Barn under 15 år utgör 25,0 %, vuxna 15-64 år 62 %, och äldre över 65 år 11,0 %.
Runt Luyi är det tätbefolkat, med 550 invånare per kvadratkilometer. Närmaste större samhälle är Shifosi, 10,4 km öster om Luyi. Trakten runt Luyi består till största delen av jordbruksmark.
Genomsnittlig årsnederbörd är 886 millimeter. Den regnigaste månaden är september, med i genomsnitt 152 mm nederbörd, och den torraste är januari, med 5 mm nederbörd.